# Walid El Karti
Walid El Karti (arab. وليد الكرتي, ur. 23 lipca 1994 w Churibce) – marokański piłkarz, grający jako środkowy pomocnik w Pyramids FC. Reprezentant kraju.

## Klub

### Olympique Khouribga
Zaczynał karierę w Olympique Khouribga, gdzie grał w zespołach młodzieżowych i rezerwach. Po raz pierwszy w zespole seniorskim zagrał 17 września 2011 roku w meczu przeciwko Moghreb Tétouan (porażka 1:3). Na boisku pojawił się w 88. minucie, zastąpił Younesa Kandoussiego. Łącznie zagrał dwa spotkania.

### Wydad Casablanca
6 sierpnia 2013 roku przeniósł się do Wydadu Casablanca. W tym zespole zadebiutował 9 października 2013 roku w meczu przeciwko Olympic Safi (2:2). Zagrał 84 minuty, został zmieniony przez Fabrice Ondamę. Pierwszą asystę zaliczył 29 listopada 2013 roku w meczu przeciwko Renaissance Berkane (wygrana 3:2). Asystował przy bramce Malicka Evouny w 30. minucie. Pierwszą bramkę strzelił 30 marca 2014 roku w meczu przeciwko Olympique Khouribga (0:2). Do siatki trafił w 52. minucie. W sezonie 2013/2014 zagrał 19 meczów, miał gola i asystę.
W sezonie 2014/2015 rozegrał 22 mecze, strzelił dwie bramki i miał 6 asyst. Po raz pierwszy został mistrzem Maroka.
Sezon 2015/2016 zakończył z 25 meczami, dwiema bramkami i asystami. 
W sezonie 2016/2017 rozegrał 22 mecze i trzykrotnie asystował. Ponownie został mistrzem kraju oraz wygrał Afrykańską Ligę Mistrzów.
W sezonie 2017/2018 zagrał 24 mecze, miał gola i asystę. Zdobył Afrykański Super Puchar.
27 meczów, 5 goli i trzy asysty – to są statystyki El Kartiego w sezonie 2018/2019. Po raz trzeci został mistrzem kraju.
W sezonie 2019/2020 wystąpił w 28 meczach i pięciokrotnie asystował.
Sezon 2020/2021 zakończył z 28 meczami, trzema golami i asystami oraz mistrzostwem kraju.
W sezonie 2021/2022 (przed przejściem do Pyramids) zagrał 4 mecze i strzelił gola. Po raz piąty przyczynił się do zdobycia mistrzostwa kraju.
W sumie zagrał 199 meczów, strzelił 15 goli i miał 24 asysty.

### Pyramids FC
7 października 2021 roku został zawodnikiem Pyramids FC. Zadebiutował tam 20 dni później w meczu przeciwko Misr Lel-Makkasa SC (wygrana 2:1). Strzelił oba gole – do siatki trafił w 44. i 60. minucie. Pierwszą asystę zaliczył 19 listopada 2021 roku w meczu przeciwko Al-Masry Port Said (2:2). Asystował przy bramce Ibrahima Adela w 20. minucie. W sumie (stan na 11 lutego 2023 roku) zagrał 41 meczów, strzelił 5 bramek i miał 8 asyst.

## Reprezentacja

### U-23
W reprezentacji U-23 zagrał 5 meczów, strzelił gola i dwa razy asystował.

### Seniorska
W seniorskiej reprezentacji El Karti zadebiutował 12 stycznia 2014 roku w meczu przeciwko Zimbabwe (0:0). Zagrał 75 minut, został zmieniony przez Rafika Abdessamada. Łącznie (stan na 11 lutego 2023 roku) zagrał 17 meczów, strzelił 3 gole i miał 3 asysty. Dwa razy wygrał Mistrzostwa Narodów Afryki.